# أثناسيوس الثاني البلدي
أثناسيوس الثاني البلدي (بالسريانية: ܐܬܢܐܣܝܘܣ ܕܬܪܝܢ ܒܠܕܝܐ) والمعروف أيضًا باسم أثناسيوس النصيبيني، كان بطريرك أنطاكية ورئيس الكنيسة السريانية الأرثوذكسية من عام 684 حتى وفاته في عام 687.

## السيرة
وُلِد أثناسيوس في بلد، ودرس السريانية واليونانية والعلوم على يد سيفيروس سبخت في دير قنشري، حيث أصبح صديقًا ليعقوب الرهاوي. وبعد أن أصبح راهبًا في دير بيت مالكا بالقرب من أنطاكية، واصل دراسته، وتلقى تعليمه في الفلسفة. رُسِمَ أثناسيوس فيما بعد كاهنًا، وأقام في نصيبين.
في عهد البطريرك البطريرك ساويرا الثاني [الإنجليزية]، عانت الكنيسة من انقسام بين البطاركة وعدد من الأساقفة حول قضية حق رؤساء الأساقفة في رسامة الأساقفة المساعدين. على فراش موته، سمح سيفيروس ليوحنا، رئيس أساقفة دير القديس متى، بالتصالح مع الأساقفة الضالين، وبعد وفاته في وقت سابق من ذلك العام، انعقد مجمع في دير أسفولوس بالقرب من ريشاينا في صيف عام 684. وفي المجمع انتهى الانشقاق، وكُرس أثناسيوس خليفةً لساويرا بطريركًا لأنطاكية على يد حنانيا، أسقف ميردي وكفار توثو [الإنجليزية].
كُرس أثناسيوس في عام 684 ( حسب التقويم السلوقي: 995) في سجلات ميخائيل السرياني والتاريخ الكنسي لابن العبري، بينما أعطت سجلات عام 846 [الإنجليزية] ووقائع زوكنين [الإنجليزية] خطأً عام 687 ( حسب التقويم السلوقي: 999) بسبب الخلط بين تكريس أثناسيوس ووفاته. في نفس العام الذي صعد فيه إلى منصب البطريركية، أصدر الرسالة العمومية [الإنجليزية] موجهة إلى الأساقفة الريفيين (أساقفة الأرياف [الإنجليزية]) والكهنة (كهنة السريانية [الإنجليزية]) حول العلاقة بين أتباع الكنيسة والمجموعات الدينية الأخرى. في الرسالة العمومية، منع أثناسيوس الكهنة من تعميد أو إعطاء القربان المقدس لليوليانيين [الإنجليزية] والنساطرة والطوائف الأخرى. وقد عبرت الرسالة العمومية أيضًا عن إدانة أثناسيوس للنساء المسيحيات اللاتي تزوجن من مسلمين، ولكنه سمح لهن بمواصلة تلقي القربان المقدس، وشجع رجال الدين على ضمان تعميد أطفال هذه الزيجات، وعدم مشاركتهم في الأعياد الإسلامية، وعدم تناولهم لحوم الأضاحي.
قبل وفاته، أصدر أثناسيوس تعليماته إلى الأسقف سرجيوس زخونويو [الإنجليزية] لتكريس تلميذه أسقف العرب جورج [الإنجليزية] أسقفًا على العرب. توفي أثناسيوس لاحقًا في أيلول 687. رُمز لعام 687 (حسب التقويم السلوقي: 998) باعتباره عام وفاة أثناسيوس من تاريخي ميخائيل السرياني وابن العبري، بينما يضعه سجل زوكنين في عامي 703/704 (حسب التقويم السلوقي: 1015).

## الأعمال
كان أثناسيوس مترجمًا غزير الإنتاج للأعمال اليونانية إلى السريانية، بما في ذلك كتاب إيساغوجي لفرفوريوس في كانون الثاني 645، بالإضافة إلى نص يوناني مجهول المصدر عن المنطق. بناءً على طلب رئيس الأساقفة ماثيو من حلب ودانيال من الرها، قام أثناسيوس بترجمة تسع رسائل من كتاب هيكساميرون [الإنجليزية] الذي كتبه باسيليوس القيصري في عام 666/667. في عام 669، أثناء وجوده في نصيبين، أكمل ترجمة عدد من رسائل سيفيروس الأنطاكي بناءً على تكليف من ماثيو الحلبي ودانيال الرهاوي. كما قام أثناسيوس بترجمة الخطاب الثاني لسويروس الأنطاكي ضد نفاليوس، والعديد من عظات غريغوريوس النزينزي، وكتاب ديونيسيوس الأريوباجي الزائف [الإنجليزية]. ومن المعروف أيضًا أنه قام بترجمة العديد من أعمال أرسطو، مثل القياس ، وكتاب المواضيع [الإنجليزية]، والتفنيدات السفسطائية [الإنجليزية].
بالإضافة إلى ترجماته، قام أثناسيوس بتأليف صلوات التضرع [الإنجليزية]، ثلاثة منها تُستخدم في الاحتفال بالقداس الإلهي، ولصلوات الموتى.

## فهرس
- Barsoum، Ephrem (2003). The Scattered Pearls: A History of Syriac Literature and Sciences. ترجمة: Matti Moosa (ط. 2nd). Gorgias Press. اطلع عليه بتاريخ 2020-07-14.
- Brock، Sebastian P. (2011). "Giwargi, bp. of the Arab tribes". في Sebastian P. Brock؛ Aaron M. Butts؛ George A. Kiraz؛ Lucas Van Rompay (المحررون). Gorgias Encyclopedic Dictionary of the Syriac Heritage: Electronic Edition. Beth Mardutho. مؤرشف من الأصل في 2024-12-20. اطلع عليه بتاريخ 2019-10-01.
- Harrack، Amir (1999). The Chronicle of Zuqnin, Parts III and IV A.D. 488–775. Toronto: Pontifical Institute of Mediaeval Studies. ISBN:9780888442864.
- King، Daniel، المحرر (2019). The Syriac World. Routledge.
- Mazzola، Marianna، المحرر (2018). Bar 'Ebroyo's Ecclesiastical History : writing Church History in the 13th century Middle East. PSL Research University. مؤرشف من الأصل في 2022-05-20. اطلع عليه بتاريخ 2020-05-31.
- Palmer، Andrew، المحرر (1993). The Seventh Century in the West Syrian Chronicles. Liverpool University Press.
- Penn، Michael Philip (2011). "Athanasios II of Balad". في Sebastian P. Brock؛ Aaron M. Butts؛ George A. Kiraz؛ Lucas Van Rompay (المحررون). Gorgias Encyclopedic Dictionary of the Syriac Heritage: Electronic Edition. مؤرشف من الأصل في 2024-12-20. اطلع عليه بتاريخ 2020-07-14.
- Penn، Michael Philip (2015). When Christians First Met Muslims: A Sourcebook of the Earliest Syriac Writings on Islam. University of California Press.
- Tannous، Jack B. (2018). "George, Bishop of the Arab Tribes". في Oliver Nicholson (المحرر). قاموس أكسفورد للعصور القديمة المتأخرة  [لغات أخرى]‏. Oxford University Press. ج. 1. ص. 653–654. مؤرشف من الأصل في 2020-06-11.{{استشهاد بموسوعة}}:  صيانة الاستشهاد: علامات ترقيم زائدة (link)
- Tannous، Jack (2020). The Making of the Medieval Middle East: Religion, Society, and Simple Believers. Princeton University Press.
- Van Rompay، Lucas (2011). "Severos bar Mashqo". في Sebastian P. Brock؛ Aaron M. Butts؛ George A. Kiraz؛ Lucas Van Rompay (المحررون). Gorgias Encyclopedic Dictionary of the Syriac Heritage: Electronic Edition. مؤرشف من الأصل في 2024-12-08. اطلع عليه بتاريخ 2020-07-11.
- Weitz، Lev E. (2018). Between Christ and Caliph: Law, Marriage, and Christian Community in Early Islam. University of Pennsylvania Press.

| سبقه البطريرك ساويرا الثاني [الإنجليزية] | بطريرك سرياني في أنطاكي 684–687 | تبعه جوليان الثاني الروماني [الإنجليزية] |